# Simulium johannae
Simulium johannae es una especie de insecto del género Simulium, familia Simuliidae, orden Diptera.
Fue descrita científicamente por Wanson, 1947.